# چارخی

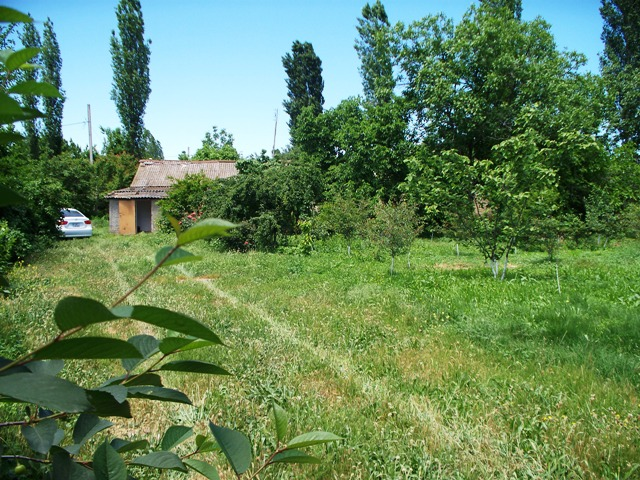
تصویری از طبیعت بکر چارخی

چارخی (به لاتین: Çarxı) یک منطقه مسکونی در جمهوری آذربایجان است که در شهرستان خاچماز واقع شده‌است. چارخی ۲۹۰۰ نفر جمعیت دارد.